# Gare Union (Thunder Bay)
La  gare Union de Thunder Bay à Thunder Bay, en Ontario, est une ancienne gare commune du Canadien Pacifique et du Grand Tronc Pacifique. Elle se trouvait dans la ville de Fort William, maintenant la ville de Thunder Bay. Elle est une Gare ferroviaire patrimoniale du Canada.

## Histoire

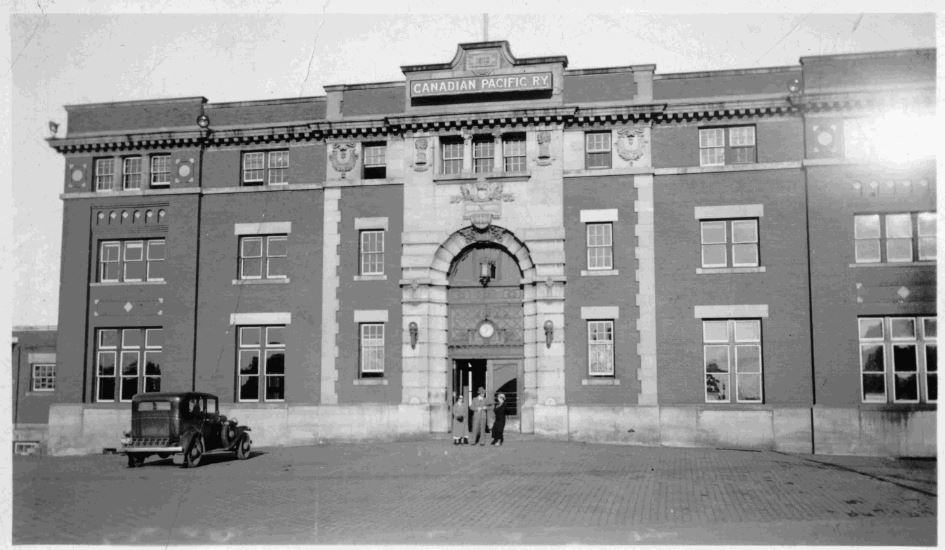
La gare en 1935.

La gare est construite dans le style Beaux-Arts en 1910. Ce bâtiment à trois étages en brique et en pierre a servi de gare de voyageurs et de siège administratif. Gare commune pour le Canadien Pacifique et du Grand Tronc Pacifique, elle « est représentative de la prospérité du commerce des grains, ainsi que de l'importance de Fort William (maintenant Thunder Bay) à titre de point de transbordement sur les lignes ferroviaires transcontinentales » . Œuvre de l'architecte R.E. Mason, elle comprend une entrée voûtée avec une imposte élaborée. La gare dispose aussi des baies d'extrémité en saillie  avec des pilastres surmontés d'éléments décoratifs. Ces piliers complètent la conception symétrique du bâtiment .
Des cartes postales de la période montrent une zone pavée le long d'un côté de la gare et une pelouse avec des bancs de fleurs à côté de la gare ,.

## Patrimoine ferroviaire
La gare sert encore de bureaux du Canadien Pacifique.
Elle est reconnue par la ville de Thunder Bay comme «  Propriété patrimoniale non-désignée »; ce qui reconnaît la valeur culturelle et communautaire de la gare. Au cas d'un besoin de démolition, ceci fournit le bâtiment avec une protection provisoire pour une période de 60 jours, permettant à la ville d'étudier la valeur historique et culturelle de l'édifice.